# 弗拉基米尔·克留奇科夫
弗拉基米尔·亚历山德罗维奇·克留奇科夫（俄語：Владимир Александрович Крючков，1924年2月29日—2007年11月23日），苏联政治人物，曾参与八一九政变。

## 生平
生于察里津市工人家庭，俄罗斯族。苏德战争时期在苏联国防人民委员部所属的企业当画线工。1943年起做共青团工作，任共青团中央驻特殊建筑安装部门负责人。1944年加入苏联共产党。1945年任共青团斯大林格勒市巴里卡德区委第一书记。后任共青团斯大林格勒市委第二书记。1946年在斯大林格勒市拖拉机厂区检察机关工作。1947年任斯大林格勒市检察院侦查员。1949年函授毕业于全苏法律学院。1950年任斯大林格勒市基洛夫区检察院检察官。1951年－1954年在苏联外交部高级外交学校学习，毕业后任职于外交部第四欧洲司。1955年任苏联驻匈牙利大使馆三等秘书。1959年调任苏共中央机关工作研究对匈牙利与罗马尼亚的政党交往关系。1963年为苏共中央秘书处处长。1965年任苏共中央助理书记。1967年，在安德罗波夫的扶植下，加入克格勃，1974年至1988年担任克格勃对外情报局局长。1987年12月，陪同戈尔巴乔夫访问美国。自1988年至1991年，克留奇科夫担任了第七任和最後一任苏联克格勃主席。他也是苏联共产党中央委员会政治局委员。在八一九政变，克留奇科夫建立了紧急状态委员会，并在八一九事件后同其他紧急状态委员会成员一起遭到逮捕，直到1994年在俄罗斯国家杜马的大赦后获释。

## 逝世
2007年11月23日，克留奇科夫因心脏病发逝世，享年83岁，死后葬于特罗耶库罗夫公墓。